# Дієго Алонсо
Дієго Мартін Алонсо Лопес (ісп. Diego Martín Alonso López; нар. 16 квітня 1975, Монтевідео, Уругвай) — уругвайський футболіст, що грав на позиції нападника. Виступав за національну збірну Уругваю. По завершенні ігрової кар'єри — тренер. З 2024 року очолює тренерський штаб грецького «Панатінаїкоса».
Дворазовий чемпіон Мексики.

## Клубна кар'єра
У дорослому футболі дебютував 1993 року виступами за команду клубу «Белья Віста», в якій провів шість сезонів, взявши участь у 38 матчах чемпіонату.
Згодом з 1999 по 2009 рік грав у складі команд клубів «Хімнасія і Есгріма» (Ла-Плата), «Валенсія», «Атлетіко», «Расінг», «Малага», «УНАМ Пумас», «Реал Мурсія», «Насьйональ» та «Шанхай Шеньхуа».
2009 року перейшов до клубу «Пеньяроль», за який відіграв два сезони. Більшість часу, проведеного у складі «Пеньяроля», був основним гравцем атакувальної ланки команди. Завершив професійну кар'єру футболіста виступами за команду «Пеньяроль» у 2011 році.

## Виступи за збірну
1999 року дебютував в офіційних матчах у складі національної збірної Уругваю. Протягом кар'єри у національній команді, яка тривала шість років, провів у формі головної команди країни вісім матчів.
У складі збірної був учасником розіграшу Кубка Америки 1999 року у Парагваї, де разом з командою здобув «срібло».

## Кар'єра тренера
Розпочав тренерську кар'єру відразу ж по завершенні кар'єри гравця, 2011 року, очоливши тренерський штаб клубу «Белья Віста», де пропрацював з 2011 по 2012 рік.
2012 року став головним тренером команди «Гуарані» (Асунсьйон), тренував команду з Асунсьйона один рік.
Згодом протягом 2013—2013 років очолював тренерський штаб клубу «Пеньяроль», а згодом тренував парагвайську «Олімпію» (Асунсьйон), мексиканські «Пачуку» та «Монтеррей», а також американський «Інтер» (Маямі).
14 грудня 2021 року був призначений головним тренером національної збірної Уругваю, змінивши Оскара Табареса, який обіймав цю посаду протягом 15 років.
| Дата       | Місто            | Господарі | Результат               | Гості     | Турнір                          | Голи | Примітки |
| ---------- | ---------------- | --------- | ----------------------- | --------- | ------------------------------- | ---- | -------- |
| 17-6-1999  | Сьюдад-дель-Есте | Парагвай  | 2 – 3                   | Уругвай   | товариський матч                | -    | 55'      |
| 10-7-1999  | Асунсьйон        | Парагвай  | 1 – 1 д.ч. (3 – 5 п.п.) | Уругвай   | Копа Америка 1999 - чвертьфінал | -    | 57'      |
| 13-7-1999  | Асунсьйон        | Уругвай   | 1 – 1 д.ч. (5 – 3 п.п.) | Чилі      | Копа Америка 1999 - півфінал    | -    | 53'      |
| 17-2-2000  | Мальдонадо       | Уругвай   | 2 – 0                   | Угорщина  | товариський матч                | -    |          |
| 29-3-2000  | Монтевідео       | Уругвай   | 1 – 0                   | Болівія   | Відбір до ЧС 2002               | -    | 77'      |
| 3-6-2000   | Монтевідео       | Уругвай   | 2 – 1                   | Чилі      | Відбір до ЧС 2002               | -    | 80'      |
| 8-10-2000  | Буенос-Айрес     | Аргентина | 2 – 1                   | Уругвай   | Відбір до ЧС 2002               | -    | 87'      |
| 14-11-2001 | Монтевідео       | Уругвай   | 1 – 1                   | Аргентина | Відбір до ЧС 2002               | -    | 46'      |
| Усього     |                  | Матчів    | 8                       |           | Голів                           | 0    |          |

## Досягнення
- Чемпіон Мексики (2):

«УНАМ Пумас»: Апертура 2004
«Пачука»: Клаусура 2016
- Переможець Ліги чемпіонів КОНКАКАФ (2):

«Пачука»: 2016-2017
«Монтеррей»: 2019
- Срібний призер Кубка Америки: 1999